# ピーピングトム (お笑いコンビ)
ピーピングトムは、1993年に結成されたワタナベエンターテインメント所属のお笑いコンビ。

## プロフィール
桑原 貞雄（くわはら さだお、1969年12月6日（55歳） - ）ボケ担当。
- 兵庫県多可郡多可町出身。身長176cm、血液型はB型。既婚で子持ち。
- ピーピングトムのバンドを組んだ時のドラムでリーダー。
- 小学生の時のあだ名は「桑ぴょん」。
- 大学時代、禁煙をすると言っていたが、隠れて家で吸っていた。現在もマイルドセブンライトを吸っている。
- マンガにあまり興味がないが、「僕ちゃん」という全4巻のマンガを描いたことがある。
- 大使館の引越しの手伝いをしたことがある。
- 携帯電話をよく水に落とす。
- 堀内健（ネプチューン）やビビる大木とプライベートでユニバーサル・スタジオ・ジャパンに行くなど仲が良い。
- ジョージ・マイケルを師と仰ぐ。テーマソングは「faith」。
- ワタナベ社員共通の彼に対するイメージがエロであり、実際たくさんの女性の相手をしてきた。合コンもとても盛り上がり、「あなたの合コンは間違いなく日本一。絶対そうです。」とも言われた。

今村 久仁人（いまむら くにと、1970年2月10日（55歳） - ）ツッコミ担当。
- 兵庫県養父市出身。身長173cm、血液型はA型。

## 来歴

### 学生時代
2人の出会いは大学時代。1989年4月22日、共に1浪を経験し入学した松山大学の主催するキャンプ、グリーンキャンプで知り合う。同年5月にパンクバンドとしてピーピングトムが誕生。また12月に「ロックフェスティバルIN松山」にて審査員特別賞を受賞。オリジナル曲に「中退ロック」がある。
1990年12月6日、ビジーフォーのディナーショーの影響によってコミックバンドを目指すが、2日後には桑原と今村の2人のみになってしまい、1年半の活動にピリオドを打つ。しかしその翌日、ダンス甲子園や風見しんごの「涙のtake a chance」に影響され、ダンスチームとしてのピーピングトムになる。
1991年、今村が東京に1人で行くと言い出すが、桑原が抱きついて「俺も連れてけ」と言うと、今村が泣き出し一緒に行くことを決意する。同年9月、周囲の反対を押し切り、松山大学を中退する。

### 芸人時代
このような紆余曲折を経て、とうとう1993年3月31日にお笑いコンビとしてのピーピングトムとなった。その1ヵ月後に、渡辺プロダクションで「犬とサラリーマン」というネタで初のネタ見せを行う。今村曰く「少しウケた」という。翌年の1994年にオールナイトフジ・リターンズの若手芸人勝ち抜きコーナーで5週勝ち抜きを達成。また、新宿ビブランシアターでアンバランスとの合同コントライブを行う。
1995年、NHK新人演芸大賞の演芸部門大賞で東京代表としてノミネートされる。
1996年、原宿クエストホールで東京GAG FACTORY公演を行う。
1997年7月14日、桑原が自転車に乗っているときに交差点で交通事故に遭う。足に20針を縫う大怪我であった。その2ヵ月後には相方の今村も交通事故に遭った。桑原が退院後は、多摩大学(原千晶と共に)や島根大学などの学園祭にゲストとして呼ばれた。この年に初めて単独のトークライブを行った。
他に、「のぞき屋ダイナマイト」（のち「暗闇の目撃者」）というキャッチコピーで『タモリのボキャブラ天国』シリーズなどに出演。いわゆるイケメンキャラでホストのような容姿で人気があったが（番組内では実際にホストクラブからスカウトされたと暴露）、ベスト10の壁は厚く評価は得られなかった。特に交友が深かったのはプリンプリンとBOOMER。この間とても仲が悪かった時期があり、同居していてもほとんど口を利かなかった。そのため今でも他人から関係を聞かれる。
現在は、桑原がワタナベコメディスクールでワタナベコメディスクールデビュー推進部及び講師を務めており、今村が放送作家の仕事をしていることから、コンビでの仕事は少ない。
現在のレギュラー番組はゼロ。ワタナベエンターテインメントの公式ホームページにも載っていない。

## 出演番組

### 過去の出演番組

#### レギュラー番組
- 爆笑BOOING（関西テレビ） - 勝ち抜きはならず。
- GAHAHA王国（テレビ朝日）
- ピーピングトムのおもちゃ箱
- タモリのボキャブラ天国（フジテレビ）
- ものまねバトル大賞（日本テレビ）
- はばたけ!ペンギン（TBSテレビ）
- ピーピングトムのおまたせしました（岩手めんこいテレビ） - 初の冠番組。
- のぞかレディオ（TOKYO FM）
- ピーピングトムのdigio GANG!FRIDAY（スターデジオ）
- ピートム.Comic Jack（ABCラジオ）

#### ゲスト出演および単発・不定期番組
- OH!パイレーツ（読売テレビ）
- あの娘に逢いたい（テレビ東京）
- ドリフ大爆笑（フジテレビ） - ドリフ大爆笑'95・若手芸人のショートコントのゲスト。
- 新春かくし芸大会（フジテレビ） - 第36回、第38回に出演。
- ヤングのウ・フ・フ（テレビ東京、1995年11月）
- オールスター感謝祭95秋（TBS）
- 今夜もハレホレ（TBS）
- ハレホレバーレスク（TBS）
- 爆笑オンエアバトル（NHK） - 戦績1勝0敗 最高384KB。

#### 映画
- ネプチューン in どつきどつかれ（ギャガ・コミュニケーションズ、1998年）

#### テレビドラマ
- プリズンホテル（テレビ朝日、1999年）
- プリズンな人々（テレビ朝日、1999年）
- 救急ハート治療室（関西テレビ、1999年）
- プラトニック・セックス（フジテレビ、2001年）

#### 舞台
- OUT OF ORDER
- OUT OF ORDER 笑うな!